# Municipio de Chilapa de Álvarez
El municipio de Chilapa de Álvarez es uno de los 85 municipios del Estado de Guerrero, en del suroeste de México. La cabecera municipal está en Chilapa de Álvarez. El municipio se encuentra localizado en la zona centro-este del estado.

## Geografía
El municipio de Chilapa tiene una extensión territorial de 752 172 kilómetros cuadrados que equivalen al 1.18 % de la superficiente total del estado. Sus coordenadas extremas son 17°18′ - 17°41′ de latitud norte y 98°52′ - 99°17′ de longitud oeste, su altitud va de 600 a 2600 metros sobre el nivel del mar.
Limita al norte con el municipio de Zitlala y el municipio de Ahuacuotzingo, al este con el municipio de Atlixtac y al sureste con el municipio de José Joaquín de Herrera, al sur con el municipio de Acatepec y con el municipio de Quechultenango; al oeste sus límites corresponden al municipio de Mochitlán, al municipio de Tixtla de Guerrero y al municipio de Mártir de Cuilapan.

## Demografía
De acuerdo a los resultados del Censo de Población y Vivienda realizado en 2010 por el Instituto Nacional de Estadística y Geografía; la población total del municipio de Chilapa de Álvarez asciende a 120 790 habitantes, de los que 57 940 son hombres y 62 850 son mujeres.
La densidad de población asciende a un total de 160.59 personas por kilómetro cuadrado.

### Localidades
En el censo de 2020 el municipio de Chilapa de Álvarez contaba con 185 localidades.
| Código INEGI      | Localidad          | Población (2020) |
| ----------------- | ------------------ | ---------------- |
| 120280001         | Chilapa de Álvarez | 33 783           |
| 120280055         | Nejapa             | 4 361            |
| 120280022         | Ayahualulco        | 3 855            |
| 120280003         | Acatlán            | 3 719            |
| 120280091         | Tlamixtlahuacan    | 3 207            |
| 120280058         | Pantitlán          | 2 616            |
| 120280018         | Atzacoaloya        | 2 312            |
| 120280044         | El Jagüey          | 2 069            |
| 120280052         | Mexcalcingo        | 1 821            |
| 120280037         | Cuonetzingo        | 1 553            |
| 120280054         | La Mohonera        | 1 534            |
| 120280070         | Santa Catarina     | 1 462            |
| 120280178         | Tzicaixtlahuac     | 1 277            |
| 120280010         | Alcozacán          | 1 184            |
| 120280066         | San Ángel          | 1 177            |
| 120280015         | Atempa             | 1 160            |
| 120280007         | Ahuihuiyuco        | 1 156            |
| 120280111         | Zizicazapa         | 1 139            |
| 120280094         | Tlaxinga           | 1 110            |
| 120280036         | Cuauhtenango       | 1 108            |
| 120280108         | Zelocotitlán       | 1 076            |
| 120280040         | El Epazote         | 1 071            |
| 120280006         | Ahuexotitlán       | 1 062            |
| 120280048         | Lodo Grande        | 1 046            |
| Otras localidades | Otras localidades  | 47 864           |
| Total municipal   | Total municipal    | 123 722          |

## Política

### Representación legislativa
Para la elección de diputados locales al Congreso de Guerrero y de diputados federales a la Cámara de Diputados federal, el municipio de Copalillo se encuentra integrado en los siguientes distritos electorales:
Local:
- Distrito electoral local de 25 de Guerrero con cabecera en Chilapa de Álvarez.[7]

Federal:
- Distrito electoral federal 6 de Guerrero con cabecera en Chilapa de Álvarez.[8]